# Kéntico
El kéntico o dialecto del Reino de Kent fue un dialecto meridional del idioma anglosajón hablado en el reino juto de Kent. Fue uno de los cuatro grupos dialectales del anglosajón, siendo los otros tres el mercio, northumbrio (conocidos ambos colectivamente como dialectos ánglicos), y el sajón occidental.
El dialecto fue hablado en lo que hoy son los condados de Kent, Surrey, el sur de Hampshire y la Isla de Wight, por los colonizadores germánicos, los que Bede identificó como jutos. Historiadores modernos consideran con escepticismo esta diferencia tan distinta en los colonizadores anglosajones del Reino de Kent entero.
Aunque los manuscritos existentes más importantes en kéntico son los códigos legales de los reyes kénticos de Textus Roffensis, fueron copias del siglo XII temprano de leyes mucho más tempranas, y su ortografía y forma de inglés fueron modernizados y estandarizados en formas variadas. En particular, afecta las Leyes de Hlothhere y Eadric. Sin embargo, es posible comparar las dos leyes contemporáneas para descubrir algunas indicaciones de las diferencias entre el kéntico y el sajón occidental del siglo VII tardío. El código de leyes del rey sajón occidental Ine fue compuesto en algún momento entre 688 y 694. La cláusula 20 trata sobre robos potenciales de foráneos (es decir, las personas que no tuvieron lealtad a los reyes de Wessex). El contemporáneo de Ine, el rey kéntico Wihtræd adoptó este código casi palabra por palabra:
| West Saxon: Ine, 20 | Kentish: Wihtræd, 23 |
| --- | --- |
| Gif feorcund mon oððe fremde butan wege geond wudu gonge [ond] ne hrieme ne horn blawe, for ðeof he bið to profianne, oððe to sleanne oððe to aliesanne.                                | [23] Gif feorran[-]cumen man oþþe fræmde buton wege gange, [ond] he þonne nawðer ne hryme ne he horn ne blawe, for ðeof he bið to profianne, oþþe to sleanne oþþe to alysenne. |
| Si un hombre que está llegado desde lejos o un extranjero va fuera del sendero hasta el bosque y ni grita ni toca su cuerno, se debe considerar un ladrón, o ser matado o ser redimido. | Si un hombre [que está] llegado desde lejos o un extranjero va fuera del sendero y él ni grita ni toca su cuerno, se debe considerar un ladrón, o ser matado o ser redimido.   |

Con muchas palabras a esta inflexión, no hay diferencia entre el kéntico y lo que convirtió en la forma sajona occidental dominante del inglés. Otras palabras indican diferencias posibles de pronunciación (o, al menos, de transcripción) como fremde/fræmde o gonge/gange. No obstante, no cabe duda que, incluso con diferencias menores en la sintaxis y el vocabulario, las dos formas eran mutuamente inteligibles, al menos hasta esta fecha relativamente tardía en el asentamiento anglosajón del sur de Inglaterra.
Las pruebas principales para el kéntico son Old Kentish Glosses (Las glosas de kéntico antiguo). Henry Sweet incluyó dos cartas estatutarias y un salmo kéntico (del Salterio de Vespasia) en su Anglo-Saxon Reader (Texto del anglosajón), una carta estatutaria de Oswulf (805–810) y una carta estatutaria de Abba (835).

## Lectura adicional
- Ursula Kalbhen, Kentische Glossen und kentischer Dialekt im Altenglischen, mit einer kommentierten Edition der altenglischen Glossen in der Handschrift London, British Library, Cotton Vespasian D.vi, Münchener Universitätsschriften (Frankfurt/M.: Lang, 2003), ISBN 978-3-631-38392-6 [Contiene una descripción detallada del manuscrito y sus textos además de una versión de las glosas de kéntico antiguo, con comentario y una investigación del dilecto kéntico del inglés antiguo].